# 동일본 여객철도 651계 전동차
동일본 여객철도 651계 전동차(일본어: JR東日本651系電車)는 1989년에 등장한 동일본 여객철도의 직교류 겸용 특급형 전동차이다.

## 개요
조반선의 특급 '히타치'에 투입되고 있던 본넷트형 485계 교체용으로 1988년 - 1990년에 88량, 1992년에 11량이 모두 가와사키 중공업에서 제조되었다. 1989년 3월 11일의 다이어 개정으로 첫 영업 운행을 개시했다.
제조 후 기본 7량 편성(4M3T)과 부속 4량 편성(2M2T) 각 9개의 총 99량이 가쓰타 차량센터에 배치되었다.
큰 특징은 속도 향상으로 활주 재점착 장치의 탑재로 130km/h에서 제동 거리를 규정 600m 이내로 억제하여 재래선 특급 최초로 130km/h 영업 운행을 시행하여 많은 이들의 주목을 받았다. 130km/h 운행 구간은 우에노-히타치 간이다. 130km/h 대응의 특급형 전동차로는 큐슈 여객철도(JR 큐슈)의 783계 전동차가 먼저 등장했지만 해당 차량이 130km/h 운행을 개시한 것은 1990년부터이다.
후부 표지등을 겸한 LED표시식 헤드 사인과 간접 조명·각 좌석에 독서 등의 채용 등 외장·내장에도 연구를 거듭하고, 흰색을 기조로 한 외장으로 '턱시도 보디'라는 별명을 얻으며, 향후 철도차량 디자인에서 보다 자유로운 디자인들이 나올 수 있게 하는데 시초가 되었다.
등장 때부터 조반선 특급 '슈퍼 히타치'에만 사용되고 있었지만, 2002년 12월 1일 다이어 개정 이후 '슈퍼 히타치' 뿐만 아니라 가쓰타행 일부 '후레시 히타치'에도 투입되기 시작하였다. 그 당시 '후레시 히타치' 전용인 E653계와 달리 보통차는 출입문이 각 차량 2곳으로 승하차가 원활하게 하는 목적이었는지 그 후 E653계에서 651계로 '후레시 히타치'의 운용이 바뀐 열차와 야간 우에노 역발 쓰치우라역행 '후레시 히타치' 같은 통근 특급 열차에도 사용되고 있었다. 본 계열로 운용하는 열차는 그린차가 연결되어 있기 때문에 시각표상에서도 쉽게 구분된다. 덧붙여 2012년 3월 17일의 다이아 개정 시점에서는 본 계열로 운행하는 '후레시 히타치'는 상행 68호, 하행 75호만 되고 있었다.
2000년부터 좌석의 개조나 AV서비스 유닛의 철거, 간접 조명에서 직접 조명으로 변경, 선반의 개조(포켓선반식에서 개방식), 팔걸이 부분의 컷, 백 셰일에서 모켓 턱으로의 변경, 머리 받침의 형상 등 실내를 중심으로 하는 갱신 공사가 시공되었지만, 외관에 대해서는 홈통의 추가 설치와 위성 안테나 철거, 연결기 커버 부착 외에 두드러진 변경은 없다.
또한 2007년부터는 전차량이 금연구역으로 지정되었다.
2010년 12월 JR 동일본은 E657계 차량을 2012년 봄에 도입하여 그 해 가을에 651계를 모두 교체하는 계획을 밝혔다. 교체 후의 651계에 대해서는 다른 구간의 임시 열차로의 전용이 시사되었으며, 2013년 9월 11일 K203편성이 폐차되어 본 계열 첫 폐차가 발생했다.
2013년 3월 15일 '슈퍼 히타치'·'후레시 히타치'의 전체 운용이 E657계가 되었지만 E657계의 개조 공사 때문에 그 해 10월 1일부터 2015년 3월까지 예정으로 '후레시 히타치' 1왕복으로 운용되게 되었다. 덧붙여 이 운용에서는 LED표시식 헤드 마크는 사용되지 않았다.
2014년 3월 15일의 다이아 개정부터 185계 교체용으로 다카사키 선 계통의 특급 '스왈로 아카기'·'아카기'·'구사쓰'에 투입하기로 발표했다. 가쓰다 차량센터에 배속된 0번대의 일부 편성을 오미야 종합 차량센터와 고리야마 종합 차량센터에서 개조, 형식 변경 없이 651계 1000번대로 구분되며 기본 7량 편성(4M3T) 6개와 부속 4량 편성(2M2T) 3개의 총 54량이 오미야 종합 차량센터에 배치되었다.
개조 내용으로는 직류 구간에서의 주행을 위해 전동차의 직류화 개조가 실시되고 차량 중량 밸런스 등을 고려하여 교류 기기는 회로의 분리만 실시된 채 잔존되고 있다. 그 외에도 모하 650형의 지붕에 탑재된 팬터그래프를 PS26형에서 싱글암형 PS33D형으로 교체, 교류 피뢰기 등의 지붕위 교류 기기의 일부 철거 측면 밑 중앙의 라인 컬러와 같은 주황색의 띠 추가, OM201·OM202편성을 제외한 쿠하 651형과 쿠하 650형의 선두에 스노 플로워의 장착, 공기 조절 장치의 인버터 갱신이 실시되었다.

## 구조
차체 도색은 ■샌드 그레이와 ■올리브 그린과 □ 밀키 화이트이다.
교류 직류 양용 전동차이지만, 교류는 50Hz구간만의 대응이다. 집전 장치는 교류 직류 양용의 PS26형 팬터그래프이다. 센다이역까지 운용하기 위한 내한 구조이지만, 강설량이 적은 지역이어서 내설 구조가 아닌 조반선에서의 사용에 특화된 차량이다. 주 회로 제어에는 계자첨가 여자제어를 채용하여 생력화·에너지 절약화를 꾀하고 있다. 직류 구간에서의 시스템은 211계와 동일하지만, 교류 측 회로의 정류기에 사이리스터 위상제어를 채용하면서 교류구간에서도 회생 제동을 사용할 수 있게 됨으로써 최초로 회생 제동을 채용한 일본의 직교류 겸용 전동차이기도 하다. 주 전동기는 MT61형, 기어비는 783계와 동일한 3.95이다. 651계 이후로 등장한 직교류 겸용 차량은 모두 VVVF 인버터 제어를 채용했기 때문에, 직교류 겸용 차량으로써 계자첨가 여자제어를 채용한 차량은 651계가 유일하다.
대차는 기본적으로 211계에 사용되었던 DT50형을 기본으로 하였으나, 고속 주행시를 대비하여 요댐퍼 등을 추가로 설치한 경량형 볼스터리스 대차인 DT56형과 TR241형 대차를 채용하였다.
아울러 실내등 등의 차내 전원의 공급은 전동 발전기(MG)를 이용하여 이루어지며, 이 때문에 절연 구간을 통과할 때는 축전지를 이용해 점동되는 예비등을 제외한 모든 조명은 소등된다. 덧붙여 교직 전환은 운전사의 스위치 조작으로 실시된다.
운전대와 그린차 차장실에는 JR 동일본의 재래선 전동차 최초로 브라운관식 모니터 장치(MON3)가 설치되었다. 이는 후의 TIMS로 이어지는 기술이다. 또한 차내 자동 방송 장치없이 차내 방송 차임도 신조 당초 485계 전동차 등과 같은 철도 창가 오르골였지만, 1998년경에 현행 전자음 차임으로 교체되었다.

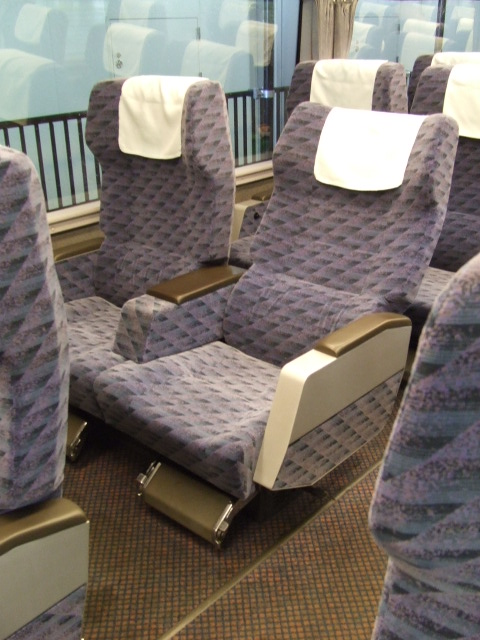
그린샤 좌석(개조 후)
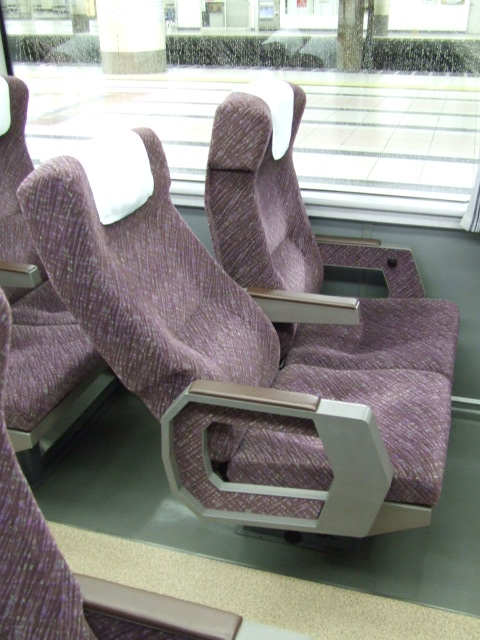
보통차 좌석(개조 후)

## 형식

### 0번대
모하 651형
제어 장치를 탑재한 전동차.
0번대(M)
18량(1-18)이 제작되었다. 정원 64명. 센다이 방면 차량 단부에 화장실·세면소·카드식 공중전화 코너를 설치했다. 공중 전화는 후에 철거되었다. 모하 650형 0번대와 유닛을 구성하며 기본 편성 6호차와 부속 편성 10호차에 연결된다.
100번대(M1)
9량(101-109)이 생산되었다. 정원 58명. 센다이 방면 차량 단부에 화장실·세면소, 우에노 방면에 다목적실을 설치한다. 모하 650형 100번대와 유닛을 구성하는 기본 편성 3호차에 연결된다. 휠체어 대응으로 센다이 방면의 승객용 출입문 폭을 확대했으며 그 직후의 좌석은 1명씩 착석한다.
모하 650형
팬터그래프·주변압기 등의 정류 기기를 탑재한 전동차.
0번대(M')
18량(1-18)이 생산되었다. 정원 68명. 센다이 방면 객실 단부에 수하물 공간을 갖추었다. 모하 651형 0번대와 유닛을 구성하며 기본 편성 5호차와 부속 편성 9호차에 연결된다. 화장실 등의 공간이 없기 때문에 정원은 본 계열 최대이다.
100번대(M'1)
9량(101-109)이 생산되었다. 정원 64명. 센다이 방면 객실 단부에 수하물 공간, 차량 단부에 차내 판매 준비실, 청량 음료 자판기를 설치했다. 모하 651형 100번대와 유닛을 구성하며 기본 편성 2호차에 연결된다. 단 자동 판매기는 2008년 4월 1일부터 사용 중단되었다.
쿠하 651형
센다이 방면의 제어차.
0번대(Tc)
전동 발전기(MG)와 공기 압축기(CP)를 탑재했으며 9량(1-9)이 생산되었다. 정원 56명. 기본 편성 7호차에 연결된다.
100번대(Tc1)
0번대와는 달리 MG·CP 탑재를 생략했으며 9량(101-109)이 생산되었다. 정원 56명. 부속 편성 11호차에 연결된다.
쿠하 650형(Tc')
MG·CP를 탑재하는 우에노 방면 제어차에서 18량(1-18)이 생산되었다. 정원 52명. 센다이 방면 차량 단부에 화장실·세면소·전화 코너를 설치했다. 기본 편성 1호차와 부속 편성 8호차에 연결된다. 부속 편성용 차량(짝수 번호)에는 카드식 공중전화가 설치되어 있다.
사로 651형(Ts)
그린차에서 기본 편성 4호차에 연결하며 본 계열의 유일한 부수차로 9량(1-9)이 생산되었다. 객실 단부에 수하물 공간, 센다이 방면 차량 단부에 화장실·세면소·카드식 공중전화를 설치했다. 좌석 배치는 2+1로 등장시에는 정원 33명이다. 흡연석과 금연석 사이에 칸막이가 마련되었으나 2002년 12월 2일 다이어 개정부터 그린차 좌석 금연화에 따라 칸막이는 철거 후에 빈 공간을 우에노 방면으로 이동했다. 2004년 여름에 이 빈 공간에 좌석을 설치하여 정원이 36명이 되었다. 또힌 당초에는 위성 방송 수신 서비스가 이루어졌지만, 1997년 방송 위성의 갱신으로 서비스가 불가능해져 지붕 안테나 돔 및 좌석 액정 모니터는 철거되었다. 그 외에도 오디오 패널 등을 설치했으나 이들도 철거되었다. 2001년의 리뉴얼에서는 좌석 구조를 변경하면서 배면의 화장판은 모켓으로 변경되었다.

#### 편성표
아래에 제조 당시의 편성을 기재한다.
|                         |      | ←센다이, 이와키우에노→   |                      |                       |                        |                        |                         |                       |
| 기본 편성 K100번대 편성 | 호차 | 7                        | 6                    | 5                     | 4                      | 3                      | 2                       | 1                     |
| 기본 편성 K100번대 편성 | 형식 | 쿠하 651 (Tc) (0번대)    | 모하 651 (M) (0번대  | 모하 650 (M') (0번대) | 사로 651 (Ts) (0번대)  | 모하 651 (M1) (100번대 | 모하 650 (M'1) (100번대 | 쿠하 650 (T'c) (0번대 |
| 기본 편성 K100번대 편성 | K101 | 1                        | 1                    | 1                     | 1                      | 101                    | 101                     | 1                     |
| 기본 편성 K100번대 편성 | K102 | 2                        | 2                    | 2                     | 2                      | 102                    | 102                     | 2                     |
| 기본 편성 K100번대 편성 | K103 | 3                        | 3                    | 3                     | 3                      | 103                    | 103                     | 3                     |
| 기본 편성 K100번대 편성 | K104 | 4                        | 5                    | 5                     | 4                      | 104                    | 104                     | 5                     |
| 기본 편성 K100번대 편성 | K105 | 5                        | 7                    | 7                     | 5                      | 105                    | 105                     | 7                     |
| 기본 편성 K100번대 편성 | K106 | 6                        | 9                    | 9                     | 6                      | 106                    | 106                     | 9                     |
| 기본 편성 K100번대 편성 | K107 | 7                        | 13                   | 13                    | 7                      | 107                    | 107                     | 13                    |
| 기본 편성 K100번대 편성 | K108 | 8                        | 15                   | 15                    | 8                      | 108                    | 108                     | 15                    |
| 기본 편성 K100번대 편성 | K109 | 9                        | 17                   | 17                    | 9                      | 109                    | 109                     | 17                    |
| 부속 편성 K200번대 편성 | 호차 | 11                       | 10                   | 9                     | 8                      |                        |                         |                       |
| 부속 편성 K200번대 편성 | 형식 | 쿠하 651 (Tc1) (100번대) | 모하 651 (M) (0번대) | 모하 650 (M') (0번대) | 쿠하 650 (T'c) (0번대) |                        |                         |                       |
| 부속 편성 K200번대 편성 | K201 | 101                      | 4                    | 4                     | 4                      |                        |                         |                       |
| 부속 편성 K200번대 편성 | K202 | 102                      | 6                    | 6                     | 6                      |                        |                         |                       |
| 부속 편성 K200번대 편성 | K203 | 103                      | 8                    | 8                     | 8                      |                        |                         |                       |
| 부속 편성 K200번대 편성 | K204 | 104                      | 10                   | 10                    | 10                     |                        |                         |                       |
| 부속 편성 K200번대 편성 | K205 | 105                      | 11                   | 11                    | 11                     |                        |                         |                       |
| 부속 편성 K200번대 편성 | K206 | 106                      | 12                   | 12                    | 12                     |                        |                         |                       |
| 부속 편성 K200번대 편성 | K207 | 107                      | 14                   | 14                    | 14                     |                        |                         |                       |
| 부속 편성 K200번대 편성 | K208 | 108                      | 16                   | 16                    | 16                     |                        |                         |                       |
| 부속 편성 K200번대 편성 | K209 | 109                      | 18                   | 18                    | 18                     |                        |                         |                       |

### 1000번대
모하 651형
1000번대(M)
번대에서 9량(1·5·9·12·13·15-18)이 개조되었다. 탑재된 기기와 유닛의 구성과 차내 설비는 0번대와 같다.
1100번대(M1)
번대에서 6량(101·104·106-109)이 개조되었다. 탑재된 기기와 유닛의 구성과 차내 설비는 100번대와 같다.
모하 650형
1000번대(M')
0번대에서 9량(1·5·9·12·13·15-18)이 개조되었다. 지붕에 탑재된 팬터그래프를 PS26형에서 PS33D형으로 교체, 교류 피뢰기 등 지붕 교류 기기의 일부 철거가 진행되었으며 탑재된 기기와 유닛의 구성과 차내 설비는 0번대와 같다.
1100번대(M'1)
0번대에서 6량(101·104·106-109)이 개조되었다. 1000번대처럼 지붕에 탑재된 팬터그래프를 PS26형에서 PS33D형으로 교체, 교류 피뢰기 등 지붕 교류 기기의 일부 철거가 진행되었으며 탑재된 기기와 유닛의 구성과 차내 설비는 0번대와 같다.
쿠하 651형
만자가자와구치, 마에바시 방면의 제어차
1000번대(Tc)
(0번대에서 6량(1·4·6-9)이 개조되었다. 탑재된 기기와 차내 설비는 0번대와 동일하며 기본 편성의 7호차에 연결된다.
1100번대(Tc1)
(0번대에서 3량(106·108·109)이 개조되었다. 탑재된 기기와 차내 설비는 0번대와 동일하며 부속 편성 11호차에 연결된다.
쿠하 650형
우에노 방면의 제어차
1000번대(Tc')
0번대에서 9량(1·5·9·12·13·15-18)이 개조되었다. 탑재된 기기와 차내 설비는 0번대와 동일하며 기본 편성 1호차와 부속 편성의 8호차에 연결된다.
사로 651형
1000번대(Ts)
0번대에서 6량(1·4·6-9)이 개조되었다. 그린차로 기본 편성 4호차로 연결되며 탑재된 기기와 차내 설비는 0번대와 같다.

#### 편성표
|                          |       | ←만자가자와구치, 마에바시우에노→ |                         |                          |                           |                          |                           |                           |           |
| 기본 편성 OM200번대 편성 | 호차  | 7                                | 6                       | 5                        | 4                         | 3                        | 2                         | 1                         |           |
| 기본 편성 OM200번대 편성 | 형식  | 쿠하 651 (Tc) (1000번대)         | 모하 651 (M) (1000번대) | 모하 650 (M') (1000번대) | 사로 651 (Ts) (1000번대)  | 모하 651 (M1) (1100번대) | 모하 650 (M'1) (1100번대) | 쿠하 650 (T'c) (1000번대) | 개조 이전 |
| 기본 편성 OM200번대 편성 | OM201 | 1001                             | 1001                    | 1001                     | 1001                      | 1101                     | 1101                      | 1001                      | K101      |
| 기본 편성 OM200번대 편성 | OM202 | 1002                             | 1002                    | 1002                     | 1002                      | 1102                     | 1102                      | 1002                      | K104      |
| 기본 편성 OM200번대 편성 | OM203 | 1003                             | 1003                    | 1003                     | 1003                      | 1103                     | 1103                      | 1003                      | K106      |
| 기본 편성 OM200번대 편성 | OM204 | 1004                             | 1004                    | 1004                     | 1004                      | 1104                     | 1104                      | 1004                      | K107      |
| 기본 편성 OM200번대 편성 | OM205 | 1005                             | 1005                    | 1005                     | 1005                      | 1105                     | 1105                      | 1005                      | K108      |
| 기본 편성 OM200번대 편성 | OM206 | 1006                             | 1006                    | 1006                     | 1006                      | 1106                     | 1106                      | 1006                      | K109      |
| 부속 편성 OM300번대 편성 | 호차  | 11                               | 10                      | 9                        | 8                         |                          |                           |                           |           |
| 부속 편성 OM300번대 편성 | 형식  | 쿠하 651 (Tc1) (1100번대)        | 모하 651 (M) (1000번대) | 모하 650 (M') (1000번대) | 쿠하 650 (T'c) (1000번대) | 개조 이전                |                           |                           |           |
| 부속 편성 OM300번대 편성 | OM301 | 1101                             | 1007                    | 1007                     | 1007                      | K206                     |                           |                           |           |
| 부속 편성 OM300번대 편성 | OM302 | 1102                             | 1008                    | 1008                     | 1008                      | K209                     |                           |                           |           |
| 부속 편성 OM300번대 편성 | OM303 | 1103                             | 1009                    | 1009                     | 1009                      | K208                     |                           |                           |           |

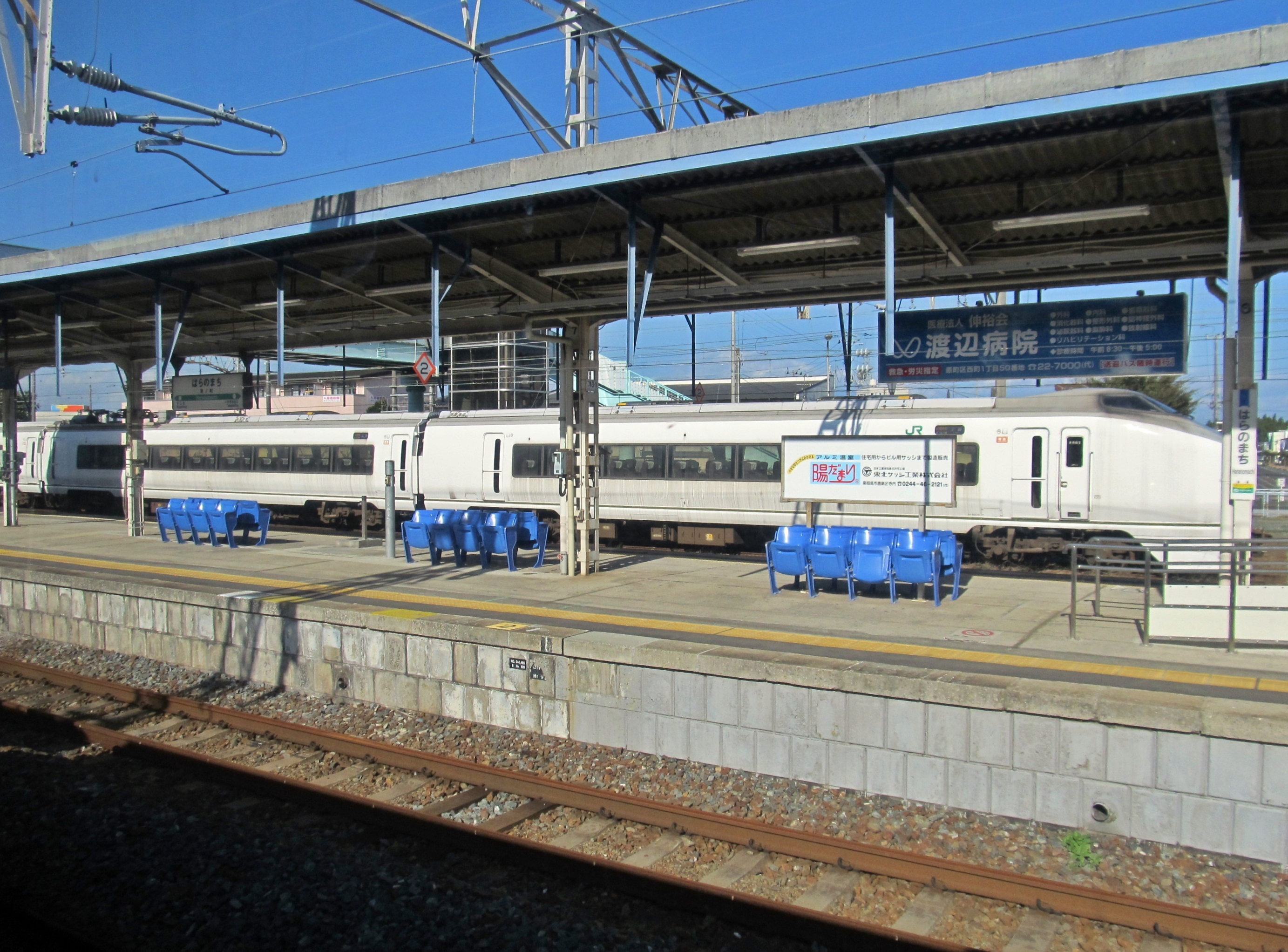
하라노마치 역에 유치된 편성
(2012년 10월)

- 2011년 3월 11일 발생한 동일본 대지진에 의한 조반선 불통 구간 발생의 영향으로 부속 편성 1개(K202편성)가 하라노마치역에 유치되고 있다[10].
- 2011년 5월 말 일부 편성에 조성 변경을 실시했다. K101편성과 K205편성으로 3량씩을 교체하여 7량 편성은 새로운 K901편성이다. 배리어 프리 설비를 갖춘 100번대 전동차 유닛을 K205편성에 조성했다[11]. 이들 편성은 몇개월에 걸쳐 원래의 편성으로 환원되었고 적어도 K101편성은 2014년에 등장 당시 편성(원래 편성)에서 1000번대화 개조를 받고 있다.
- 2013년 9월 K203편성이 폐차되었다. 651계의 폐차는 이 편성이 처음이다[12].

## 운용 노선

### 현재 운행 노선

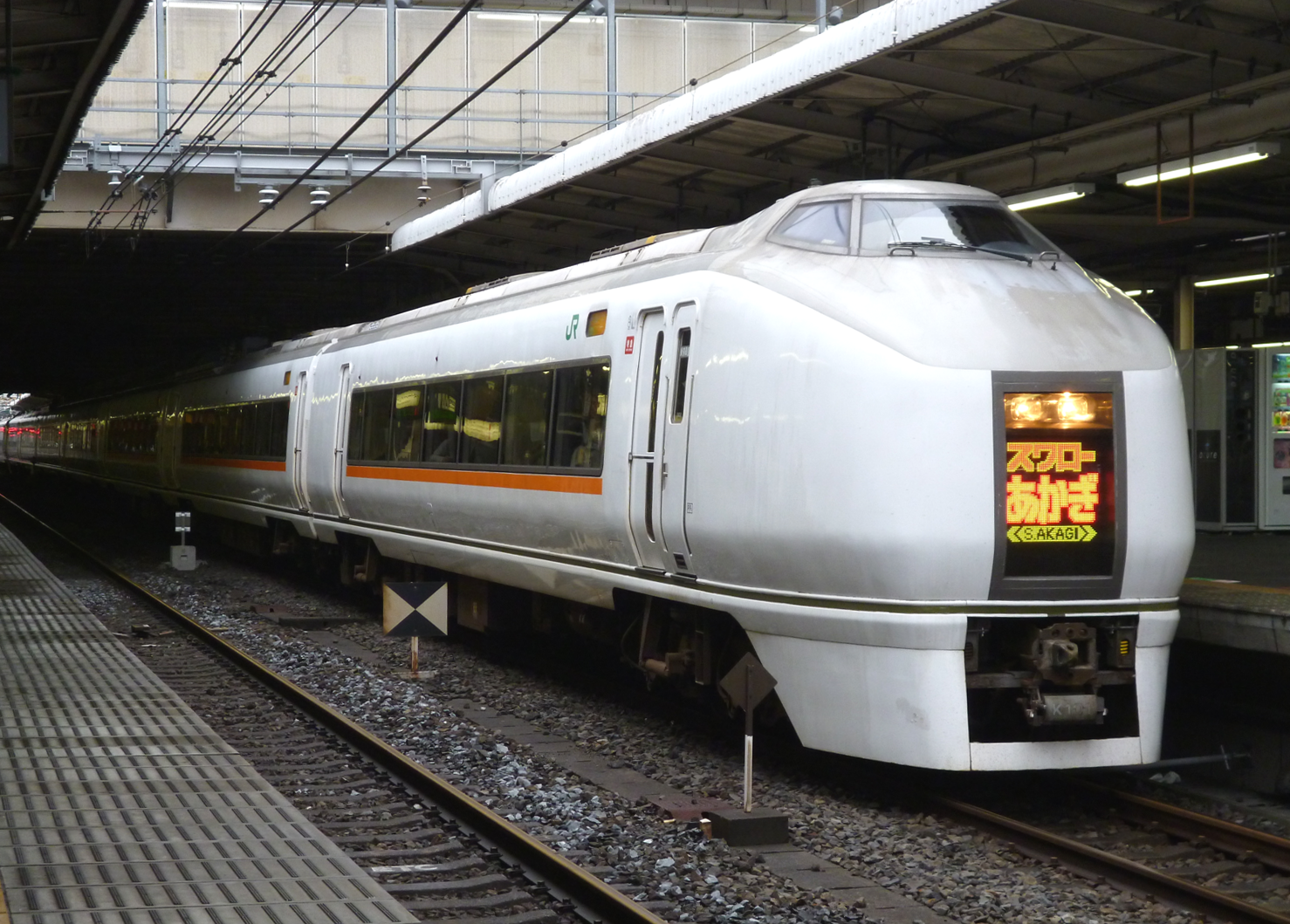
'스왈로 아카기'의 운용에 투입된 1000번대
(2014년 4월 4일 오미야역)

2013년 10월부터 2015년 3월까지 0번대가 아래 정기 운용이 예정되어 있다.
- 조반선
  - 특급 '후레시 히타치' 61호·4호

2014년 3월 15일부터는 1000번대가 아래 정기 운용에 사용되고 있다.
- 조에쓰선·아가쓰마선
  - '스왈로 아카기'·'아카기' 우에노 역 시종착 전 열차
  - '구사쓰'의 전 열차

### 과거의 운용
2013년 3월 16일의 다이아 개정까지 아래의 정기 운용이 있었다.
- 조반선
  - '슈퍼 히타치'(우에노 역~이와키 역 간)
2011년 3월 11일까지 하라노마치역·센다이역까지의 운용이 있었다.
  - '후레시 히타치'의 일부 열차(우에노 역 - 가쓰다역 간)

#### 운용 패턴
- 기본 편성(7량)+부속 편성(4량): 11량
2012년 3월 17일의 다이아 개정으로 본 계열로 운행하는 정기 열차는 모두 11량 편성으로 운행했다. 예전에는 7량, 4량(4량 편성으로의 운행은 가쓰다역~이와키 역간 일부만 해당)에서 운행하는 열차가 설정되어 있었다. 2011년 3월 11일 도호쿠 지방 태평양 해역 지진(동일본 대지진) 발생 전까지는 이와키 역-하라노마치 역·센다이역간에서는 4량 편성(날짜에 따라 11량 편성)으로 운행되고 있었다. 기본 편성+기본 편성(14량)과 부속 편성+부속 편성(8량)에서의 운행은 과거에도 정기 열차에서 실시되지 않고 있었다.

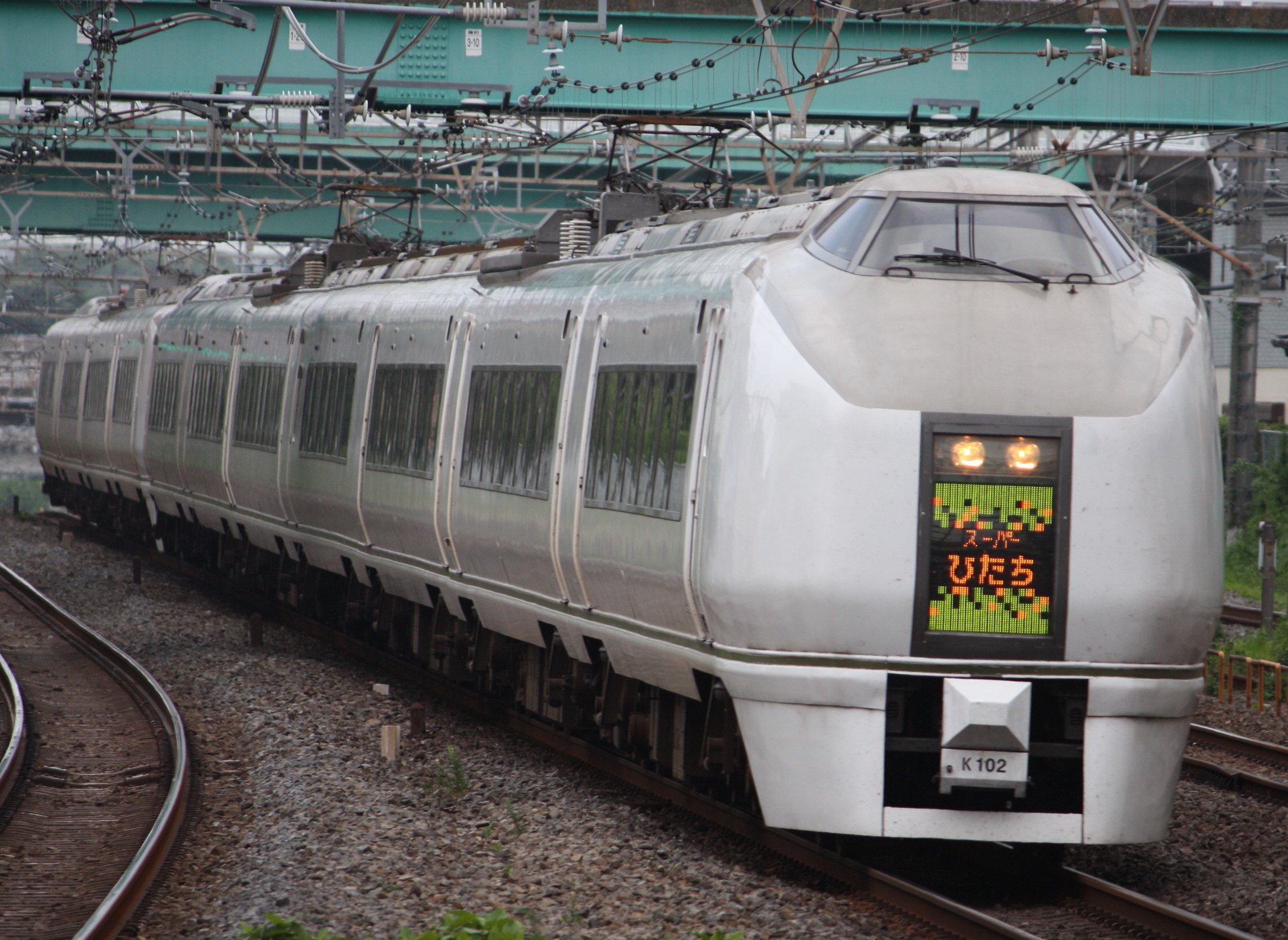
기본 편성+부속 편성(11량) (2008년 7월 26일 가시와 역)

### 임시 투입 노선
임시 열차 및 단체 임시 열차로도 운용되고 있다. 임시 열차는 아래를 참조. 단체 임시 열차에서는 닛코선 닛코 역까지 입선한 바 있다.
- 오쿠스마 호(가쓰다 역 - 만자·가자와구치 역사이, 조반선으로 우에노역까지 나온 뒤 다카사키선·조에쓰선·아가쓰마선을 경유한 운행이었다)

2013년 1월에 폐차된 485계(K60·K40편성) 대신 단체 열차 등 파동용으로 사용된 E653계가 '이나호'·'시라유키'로 전용되었다. 거기서 2014년 11월 이후 아래의 임시 열차는 원칙적으로 651계로 운용된다. 그래서 조반선의 파동용으로 많이 운용되고 있다.
- 부루리 다카오 산책호(히타치역- 다카오역사이)
- 부루리 가마쿠라호(이와키 역-가마쿠라역사이)
- 마이하마·도쿄 베이에리아호(히타치 역-도쿄역사이)
- 부루리 가와고에호(히타치 역-가와고에역사이)

## 임시 열차·특별 도장
- 2007년 11월 15일부터 2008년 2월 29일까지 '아름다운 하마카이도 캠페인'의 선전이 장식되었다.
- 2008년 11월 12일에 조반선에서 왕실 열차가 운행(E655계 나고미(화) 운용)되었으나 그 예비 편성과 선행하는 선행 열차(당시 열차는 '슈퍼 히타치 15호')로 사용되었다.

## 같이 보기
- 레일 7 - 과거 방영된 TV 도쿄의 프로그램. 1989년 경부터 1991년 프로그램 종료까지 본 계열이 오프닝을 장식하고 있었다.